# هيئة تنمية الصادرات السعودية
هيئة تنمية الصادرات السعودية «الصادرات السعودية» هي هيئة حكومية بدأت أولى أنشطتها في 1434هـ – 2013م، «بهدف زيادة الصادرات السعودية غير النفطية والانفتاح على الأسواق العالمية».

## أهداف الهيئة
- تحسين كفاءة البيئة التصديرية وخدمات دعم التصدير في المملكة
- رفع الوعي وتنمية الكفاءات البشرية في مجال التصدير
- تطوير قدرات وجاهزية التصدير لدى المنشآت السعودية
- إيجاد الفرص والأسواق التصديرية الملائمة للمنشآت
- زيادة إمكانية ظهور المنتجات السعودية أمام الفئات المستهدفة
- تسهيل ربط المصدرين مع المشترين والشركاء المحتملين
- الترويج للمصدرين ومنتجاتهم[2]
- حماية الصناعة السعودية من المنافسات غير العادلة وحل مشكلات عمليات التصدير للخارج[3]

## مبادرات الهيئة

### مبادرة تحسين كفاءة البيئة التصديرية
وتهدف إلى نشر ثقافة التصدير من خلال مراجعة وتطوير السياسات والتشريعات المتعلقة بالتصدير في المملكة، وحوكمة إجراءات منع وتقييد التصدير، والنظر في ممارسات التجارة الخارجية المؤثرة على الصادرات السعودية.
أبرز المشاريع:
- مراجعة وتطوير السياسات والتشريعات المتعلقة بالتصدير.
- حوكمة إجراءات ومنع وتقييد التصدير.
- مشروع ممارسات التجارة الخارجية المؤثرة على الصادرات السعودية.[4]

### مبادرة تطوير قدرات التصدير للمنشآت السعودية
تهدف إلى توعية المصدرين بسياسات وإجراءات التصدير في المملكة وتعزيز ورفع جاهزيتهم وزيادة تنافسية منتجاتهم عالمياً من خلال برامج التدريب، ومشاريع المساعدات المالية والاستشارية، ومشروع تطوير التقييم التفصيلي والخدمات الاستشارية للمصدرين.
أبرز المشاريع:
- برنامج تحفيز الصادرات السعودية.
- مشروع تطوير خدمة برنامج الشهادات التدريبية في مجال التصدير.
- مشروع تطوير التقييم التفصيلي والخدمات الاستشارية للمصدرين.[4]

### مبادرة إنشاء بنك الاستيراد والتصدير السعودي
تهدف المبادرة إلى إنشاء بنك مستقل لتمويل الصادرات برأس مال 30 مليار ريال، يعمل على تمويل المصدرين المحليين والمستوردين الأجانب، وفقا للممارسات العالمية في مجال تمويل الصادرات.

### مبادرة الترويج للمصدرين ومنتجاتهم وإيجاد الفرص التصديرية لهم
تهدف المبادرة إلى إيجاد الفرص التصديرية للمصدرين واختيار الأسواق الملائمة لمنتجاتهم وربطهم بالمشترين المحتملين في الأسواق الدولية، وتركز المبادرة على رفع الوعي بالمنتجات السعودية وتحسين الصورة الذهنية عنها.
أبرز المشاريع:
- تطوير وتطبيق برنامج صنع في السعودية.
- مشروع تقارير دراسة الأسواق المستهدفة حسب الطلب.
- مشروع إنشاء المكاتب الدولية للصادرات السعودية.
- مشروع الترويج الإلكتروني للمصدرين.[4]

## أعضاء مجلس الإدارة
يتكون مجلس إدارة الهيئة من كل:
| الاسم                            | المنصب      | الجهة الوظيفية                 |
| -------------------------------- | ----------- | ------------------------------ |
| الأستاذ / بندر بن إبراهيم الخريف | رئيس المجلس | وزير الصناعة والثروة المعدنية  |
| الأستاذ / سعد الخلب              | عضو         | بنك التصدير والاستيراد السعودي |
| المهندس / عبدالرحمن الذكير       | عضو         | هيئة تنمية الصادرات السعودية   |
| الأستاذ / ثامر الجارد            | عضو         | وزارة المالية                  |
| الأستاذ / محمد العبدالجبار       | عضو         | وزارة التجارة                  |
| المهندس/ أحمد العيادة            | عضو         | وزارة البيئة والمياه والزراعة  |
| الأستاذة / فرح اسماعيل           | عضو         | وزارة الاقتصاد والتخطيط        |
| الأستاذ / خالد الثنيان           | عضو         | الهيئة العامة للغذاء والدواء   |
| المهندس / محمد الخريف            | عضو         | ممثل القطاع الخاص              |
| المهندس / أحمد البلاع            | عضو         | ممثل القطاع الخاص              |
| الأستاذ / أحمد الجميح            | عضو         | ممثل القطاع الخاص              |

## وصلات خارجية
- الموقع الرسمي للهيئة